# Linia kolejowa nr 739
Linia kolejowa nr 739 – pierwszorzędna, jednotorowa, zelektryfikowana linia kolejowa łącząca stację Zduńska Wola ze stacją Zduńska Wola Karsznice.
Linia znajduje się w województwie łódzkim i jest częścią bezkolizyjnego skrzyżowania linii kolejowych nr 14 (trasa Łódź Kaliska – Ostrów Wielkopolski) i 131 (Chorzów Batory – Tczew). Stanowi ona wylot ze stacji Zduńska Wola Karsznice w kierunku Zduńskiej Woli, a w konsekwencji do Ostrowa Wielkopolskiego.
Łącznica powstała w 1930 roku, a w roku 1999 przeprowadzono jej elektryfikację. Do roku 2022 planowany jest remont obejmujący kompleksową wymianę nawierzchni (szyn, podkładów i tłucznia) oraz przebudowę nawierzchni drogowej na sześciu przejazdach kolejowo-drogowych. Po zakończeniu całości prac pociągi pasażerskie i towarowe pojadą z prędkością 60 km/h.